# یوشیکو تامورا
یوشیکو تامورا (انگلیسی: Yoshiko Tamura؛ زادهٔ ۶ فوریهٔ ۱۹۷۶) کشتی‌گیر کشتی حرفه‌ای، و بازیگر اهل ژاپن است.